# OpenSolaris
OpenSolaris was de opensourceversie van Solaris, Sun Microsystems' versie van het besturingssysteem Unix, uitgebracht onder de CDDL.

## Geschiedenis
In de vroege jaren 1990 groeide Suns SPARC-gebaseerde hardware in combinatie met het Solaris-besturingssysteem snel tot het meest gebruikte platform voor webservers door de opkomst van het internet. Solaris was beschikbaar voor zowel SPARC als x86. Solaris werd ooit geporteerd naar de PowerPC-architectuur, maar deze versie werd nooit op de markt gebracht.
Solaris heeft door de jaren heen veel terrein moeten prijsgeven aan opensource-Unixsystemen, zeker met de opkomst van GNU/Linux. In 2004 heeft Sun haar opensourcestrategie aangepast. Er werd een veelzijdig team gevormd om alle aspecten van het project na te gaan. In september 2004 werd er met 18 leden van buiten Sun een pilootproject gestart. In negen maanden tijd groeide dit aantal tot 145 externe deelnemers. OpenSolaris was geboren.

## Solaris en OpenSolaris
Sun is nog niet afgestapt van Solaris zelf, dit door meerdere factoren. Een van die factoren is het nog steeds grote wantrouwen van opensourcesoftware in bedrijven. Sun baseert de gesloten versie wel op de open versie. Om dit aan te tonen heeft Sun in OpenSolaris hun nieuwe bestandssysteem, ZFS, geïmplementeerd in 2005, terwijl Solaris moest wachten tot juni 2006 voor ZFS geïmplementeerd werd.

## OpenSolaris 2008.05
Op 31 oktober 2007 kwam de live-cd Indiana Preview uit. Het doel van Indiana (testversie van OpenSolaris 2008.05) was om met een installeerbare live-cd de technologische vernieuwingen in OpenSolaris te tonen, waaronder de implementatie van ZFS als standaardbestandssysteem, de grafische installer Caiman en een eigen installatiesysteem voor programma's. In tegenstelling tot Solaris, dat ook beschikbaar is voor SPARC, was het enkel beschikbaar voor x86-processoren. GNOME was de standaard werkomgeving. Een punt van kritiek op Indiana was het feit dat veel Solaris-gereedschappen werden ingeruild voor GNU-equivalenten; zo werd de Korn-shell van Solaris ingeruild voor Bash, de standaardshell van Linux.
Op 5 mei 2008 kwam OpenSolaris 2008.05 uit. Deze versie was voorheen bekend als Project Indiana. OpenSolaris 2008.05 is voorzien van GNOME 2.20, Firefox, Thunderbird, OpenOffice.org, Compiz, GIMP, Suns eigen Java 6, Apache webserver, PHP en MySQL.

## OpenSolaris 2008.11
Half november kwam OpenSolaris 2008.11 uit, de tweede officiële release. Deze versie bevat GNOME 2.24, Firefox 3, Thunderbird en OpenOffice.org 3.
Daarnaast is er vooral gewerkt aan hardware-ondersteuning. Er zijn veel extra drivers toegevoegd, opdat deze versie op de meeste moderne computers zonder problemen zouden werken.

## OpenSolaris 2009.06
De derde en laatste uitgave van OpenSolaris, gebaseerd op build 111b, kwam uit op 1 juni 2009.